# Farin Urlaub Racing Team
Farin Urlaub Racing Team (acronyme: FURT) est un groupe de rock allemand. Il est formé autour de Farin Urlaub pour ses projets solos.

## Biographie
Après la sortie de son premier album solo Endlich Urlaub! en 2001, le chanteur ne prévoit d'abord aucune tournée puis forme un faux groupe pour son passage dans Top of the Pops avec la guitariste Nessie et la batteuse Rachel. Ensuite, Urlaub décide d'une tournée et forme Farin Urlaub Racing Team, avec des personnes de connaissance ou recommandées. En 2002, le groupe fait des festivals comme Rock am Ring, le Taubertal-Festival ou le Forestglade.
Depuis l'album Die Wahrheit übers Lügen en 2008, FURT se produit comme un véritable groupe indépendant. En 2009, il se produit au festival Das Fest. Le groupe change régulièrement de membres, mais comprend toujours ceux de The Busters.
Du 5 au 11 octobre 2014, FURT fait une tournée dans les villes allemandes qui se terminent par -furt en allemand. Elle devait commencer à Steinfurt, mais le premier concert se fait finalement à la dernière minute à Emsdetten. Elle passe ensuite par Francfort-sur-l'Oder, Francfort-sur-le-Main, Erfurt, Schweinfurt et Klagenfurt. Au cours de cette tournée, Celina Bostic annonce son départ du groupe.
En 2015, le groupe part de nouveau en tournée, appelée Es besteht keine Gefahr für die Öffentlichkeit!, jouant au Hurricane Festival et aux festivals Gurtenfestival , Rock'n'Heim , Taubertal et Chiemsee Reggae Summer.

## Discographie

### Albums studio
- 2006 : Livealbum of Death
- 2008 : Die Wahrheit übers Lügen
- 2014 : Faszination Weltraum

### Singles
- 2006 : Zehn (live)
- 2008 : Nichimgriff
- 2009 : Niemals
- 2009 : Krieg
- 2010 : Zu heiß
- 2014 : Herz? Verloren